# Digitalizador para libros antiguos
El Digitalizador (o escáner) para libros antiguos es un dispositivo de licencia libre utilizado para el manejo de materiales delicados y/o de gran antigüedad, como lo son libros, documentos oficiales, obras artísticas, entre otros.

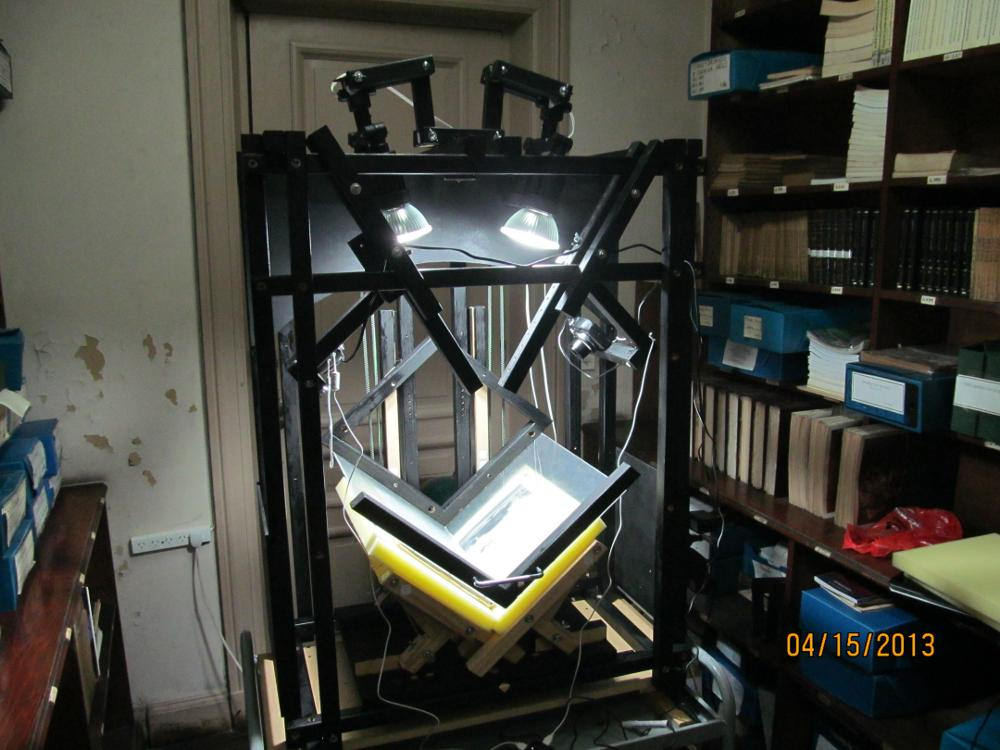
Escáner de libros en el Colegio Nacional de Buenos Aires 2013.

A pesar de no ser propiamente un escáner, posee funciones sumamente parecidas, con la principal diferencia de que en lugar de recibir y procesar la información de un punto determinado del documento, este dispositivo toma una imagen completa mediante dos cámaras fotográficas de alta resolución postradas de forma opuesta a los extremos de la cuna. 
Posee una base de distintos materiales sobre la cual descansa el libro, esta puede o no ser capaz de plegarse a voluntad, aquí yace la principal característica del aparato, pues se adapta al libro, y no el libro a él; después se coloca un panel con cristales o material transparente para hacer presión sobre el libro y permitir una fiel captura, reduciendo las imperfecciones al mínimo.  
Además, tampoco se emplea un haz de luz proyectado contra el objeto, mismo que despide una alta temperatura que, aunque para documentos recientes resulte despreciable, para algunos de antigüedad puede suponer un desgaste enorme, al igual que el peso de la compuerta produce una gran presión que puede dañar el objeto, esto se soluciona mediante una palanca con la cual el operador del digitalizador puede controlar la presión al instante, misma que gracias a la poca resistencia que generarían las platinas, disminuye en gran medida.  

## Origen
La versión primigenia de este dispositivo no surgió como tal, sino que se trata de una adaptación de algunos destinados a la correcta fotografía de documentos antiguos, simplemente, debido a la demanda y necesidad de los especiales cuidados del libro antiguo y que, además manipularlos de manera desinteresada podía dañarlos incluso más de lo que aparentemente se les estaba conservando con el proceso. 
Se adjudica su invención a diversas bibliotecas especializadas y empresas dedicadas a la conservación y escaneo de documentos antiguos, de esta manera se fue estandarizando y consiguió también una unificación a grandes rasgos de las partes que lo conforman. 
Pensado como una alternativa a los escáneres tradicionales, el digitalizador ofrece una mayor delicadeza al tratar con los objetos, pues contrario a otros medios, no exige una apertura del documento en un ángulo de ciento ochenta grados, un proceso que no todos los libros antiguos pueden llevar a cabo ya que puede dañar sobre todo su encuadernación y, con un ideal de conservación, esto sería contraproducente de manera directa.

## Estructura
Cuna

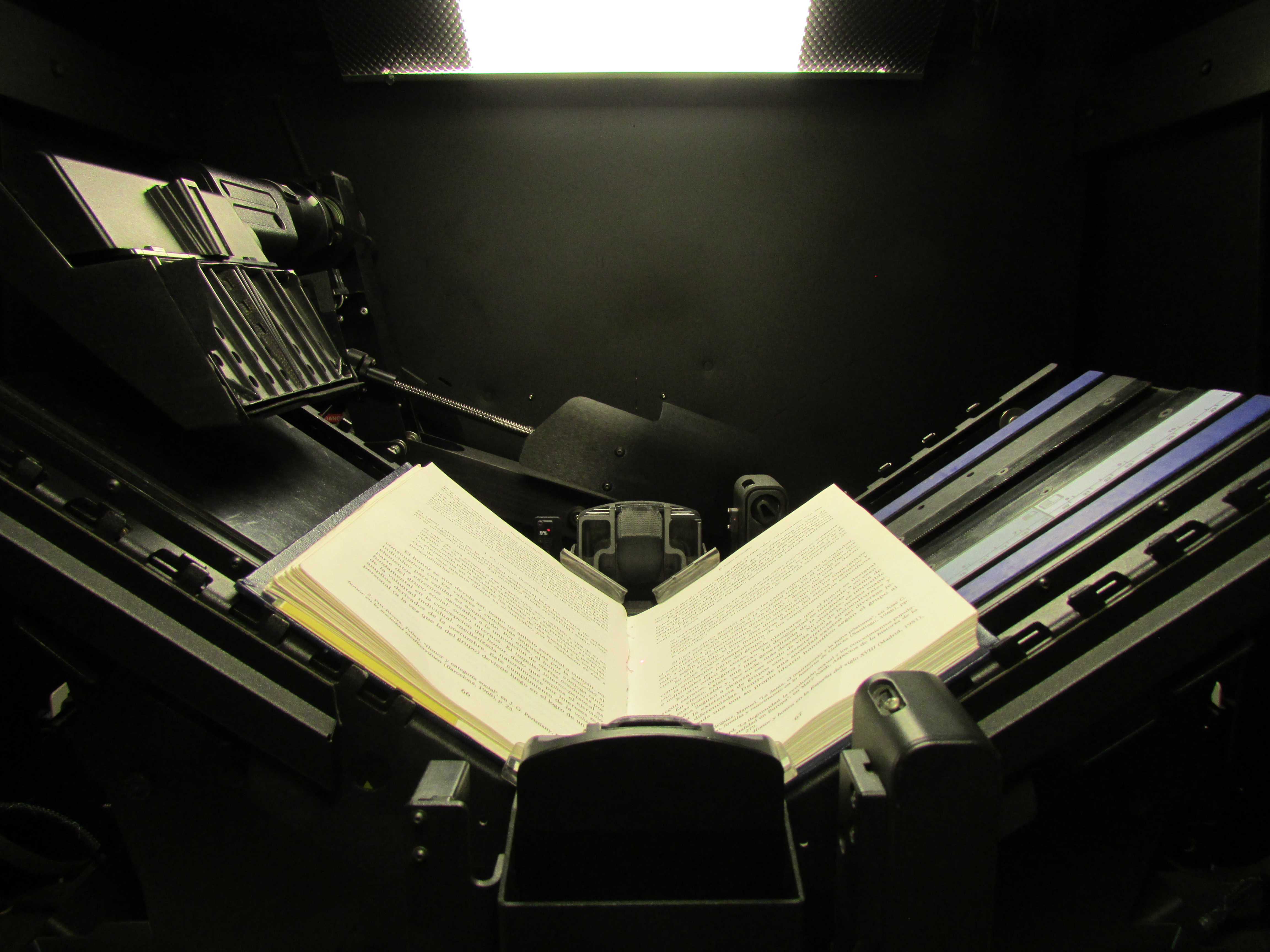
Cuna para digitalizador de libros, Laboratorio de Digitalización (Escáner Kirtas)

La cuna o base es el lugar donde descansa el libro, se trata de un sistema simple de dos paletas comúnmente plegables (para controlar la apertura del libro), pueden ser de diversos materiales tales como madera, metal, plástico e incluso cartón y otros; la mayoría de los dispositivos creados por empresas especializadas suelen ser de plástico e incluso recubiertas con colchones para ser lo menos agresivas posibles con el libro en cuestión.
Hay mecanismos simples como dos paletas fijas con una inclinación de 45 hasta 180 grados, y compuestos mediante los que se puede manejar la inclinación al momento y según como el libro lo necesite o lo permita. También puede hacerse uso de la cuna como una estructura completa para sostener tanto luces como aislantes de a los lados.
Libro
El libro se coloca justo en el centro del receptáculo, garantizando así una captura uniforme y controlada, la cuna se levanta o baja según sea requerido para poder pasar cada página y luego presionar el libro con el cristal; Dependiendo del diseño, existen cunas sostenidas por cuerdas para bajar y subir con una palanca ubicada frente al operador, algunos otros diseñan como parte móvil la estructura que sostiene a la platina, ambas opciones son benéficas pues permiten tener control en la presión ejercida y no dañar los materiales.
Si se trata de un documento de una sola página o una hoja completa cuyo contenido pueda verse afectado al dividirlo, se capturará de manera que posteriormente pueda ser ensamblado de manera digital.
Platina
Sobre el libro previamente colocado sobre la cuna, se colocan un par de cristales (o uno angulado) para garantizar la imagen nítida y la uniformidad de relieves en el documento. Algunos diseños hacen uso de acrílicos o plástico transparente siempre prestando especial atención al reflejo que pudieran producir y reduciéndolo al mínimo. A pesar de que usar dos cristales por separado pueda parecer la opción más sencilla, se procura hacer captura de ambas páginas al mismo tiempo para aumentar la productividad.
Este dispositivo debe ser ligero y de poco grosor para garantizar la seguridad del documento, además debe estar a una temperatura templada y estar completamente seco, pues además de que estos factores pudieran afectar directamente el material del libro en cuestión, podrían provocar que el material de la platina despidiera algunas partículas dañinas para el mismo.
Cámaras

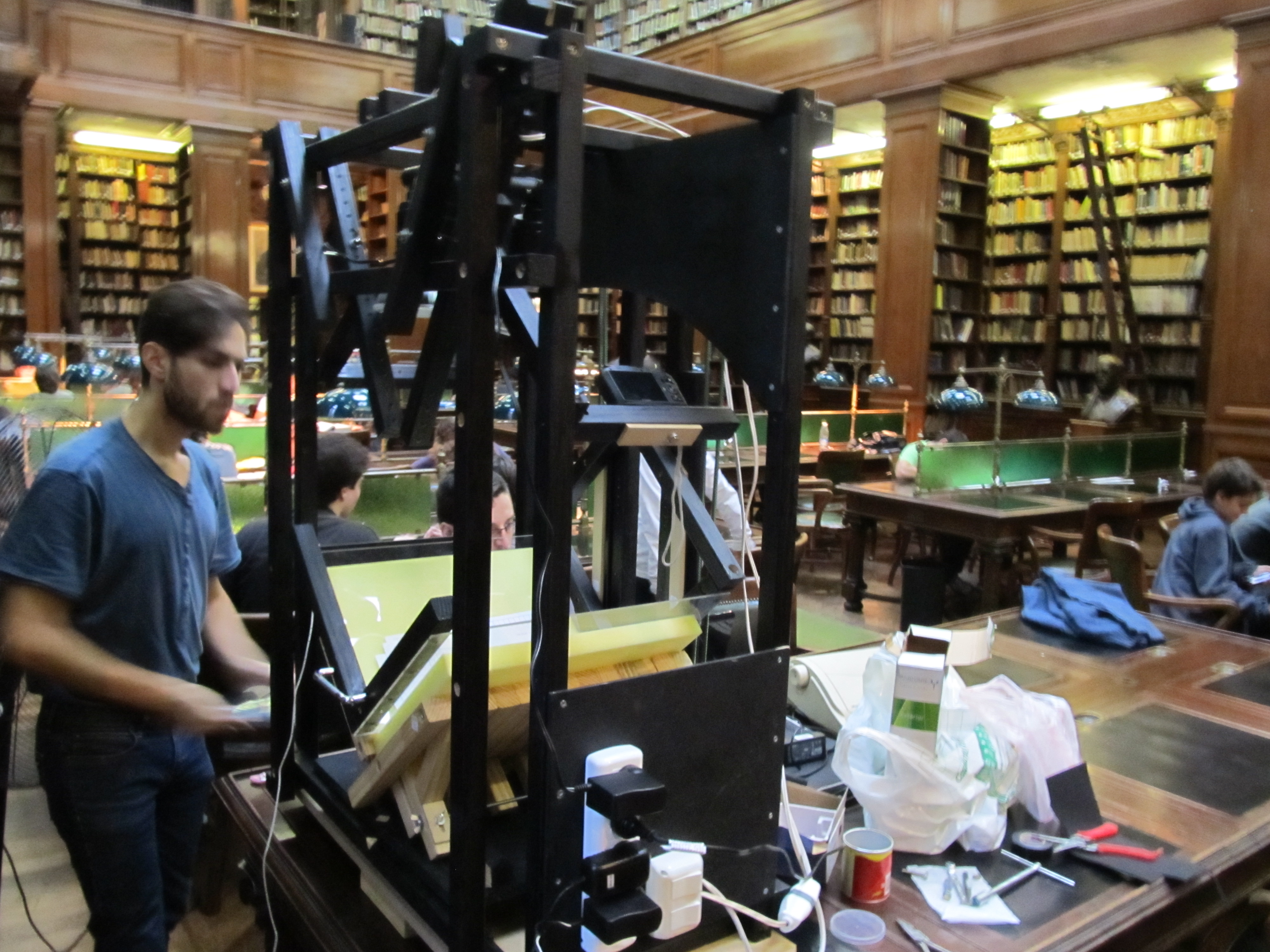
Escáner de libros en la Biblioteca del Colegio Nacional de Buenos Aires 2013

Dos cámaras fotográficas de alta resolución, cada una postrada y asegurada a un extremo del dispositivo y enfocando directamente a la paleta opuesta de la cuna, en el centro del texto, con estas posiciones logran capturar el texto con sobrantes despreciables. 
Estas cámaras podrán ser de modelo variable siempre y cuando sean digitales y tengan un mecanismo para asegurarlas completamente, además de poder rotarlas a voluntad, aunque esto pocas veces será necesario.
Iluminación
A pesar de que el escáner convencional utiliza un sistema aislado de la iluminación exterior, el digitalizador exige alguna fuente de luz blanca, misma que es recomendable poder manejar a conveniencia y apuntar directo al centro de las paletas para evitar reflejos y sombras perjudiciales para el trabajo. Con el objetivo de mejorar este punto, algunos aparatos colocan materiales para aislar lo mejor posible la luz, formando un cono invertido.
La intensidad deberá ser solo la justa para la captura fotográfica deseada y deberá evitarse el uso de luz propiciada por resistencia convencional pues el exceso de calor es perjudicial para el documento

## Operación
El operador deberá encontrarse aislado de cualquier luz exceptuando las que posee el dispositivo, de no ser así, optará por ayudarse con tela o plástico a los costados de la parte superior del aparato, para garantizar la reducción al mínimo posible. 
La manera de capturar deberá ser de pie, de manera que la persona tenga los brazos con una disposición total, pues deberá manejar la elevación exclusivamente con una mano que sostendrá el cuerpo de la cuna firmemente, y con la otra deberá pasar las páginas y teclear en el dispositivo digital del que esté haciendo uso.
Debe comenzarse por escanear el exterior del libro, haciendo elevar la cuna a la misma altura que los cristales, entonces, hacer funcionar manualmente las cámaras que habrán sido previamente conectadas al dispositivo de preferencia, estas harán las fotografías y procesarán la información, aquí, al tratarse de una resolución tan alta, regularmente tardarán algunos segundos en estar disponibles de nuevo, en este momento el operador debe bajar la cuna una vez más y pasar la página, para lograr siempre aumentar su productividad.
Al apoyarse con un dispositivo electrónico como una Tablet o Teléfono inteligente, el operador podrá ver rápidamente su trabajo y asegurarse de que se haya realizado de manera correcta la captura, de lo contrario deberá recurrir a las cámaras fotográficas u omitir la revisión, lo que probablemente generaría diversos errores y detendría el avance, mermando la cantidad de hojas digitalizadas.
Procesamiento de imágenes

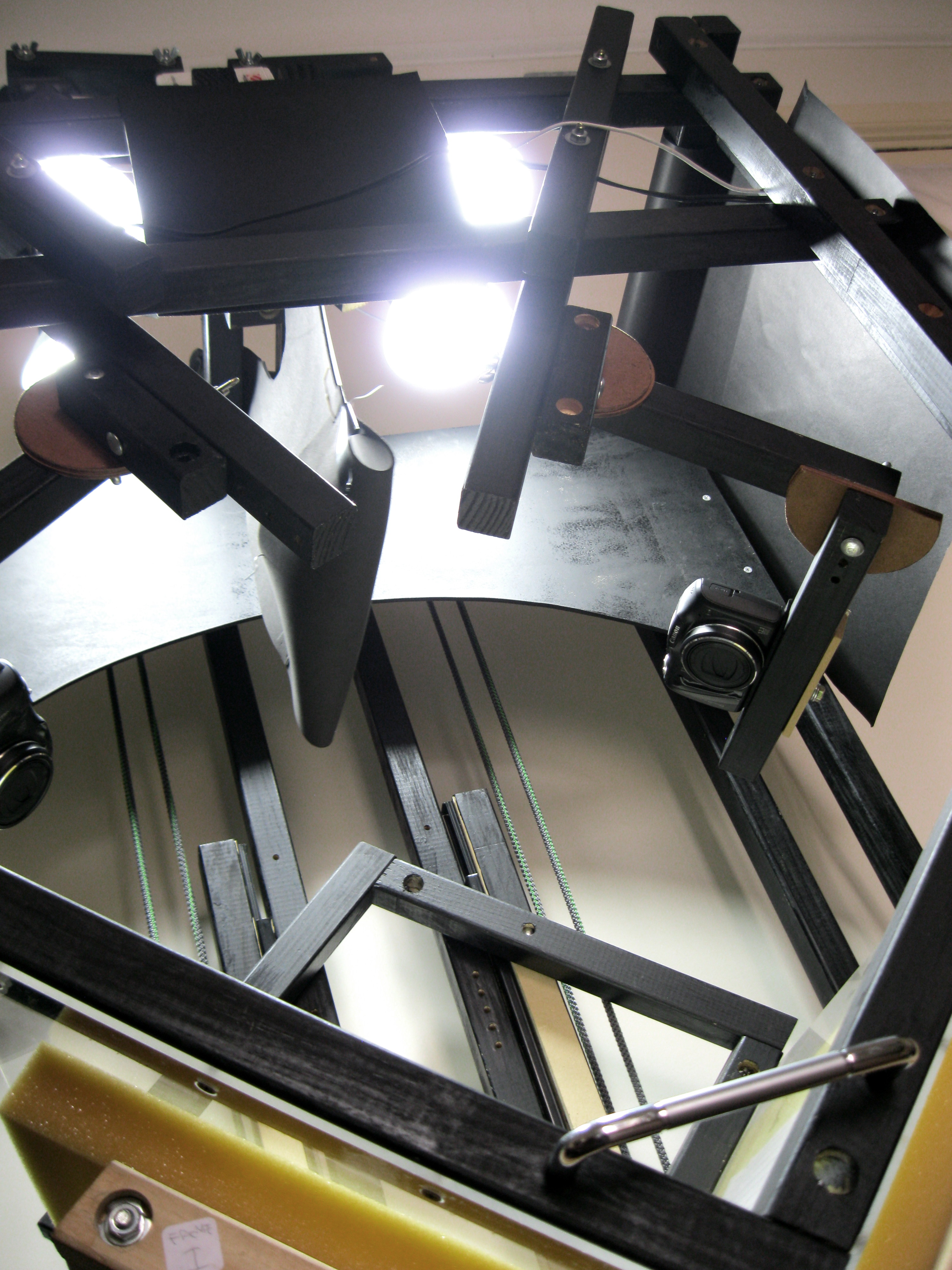
Escáner de libros en el Colegio Nacional de Buenos Aires 2013

Las fotografías hechas a cada documento deberán agruparse por carpetas para hacer más fácil su manipulación y revisarse cuidadosamente, procurando mantener dimensiones uniformes, es por esta razón que las cámaras deben ir fijas y el libro debe moverse lo menos posible. 
Además se preocura manipular las imágenes como formato "JPG" pues es  uno de los más distribuidos  a nivel mundial y uno de los más antiguos también, y dependiendo de  la disponibilidad que haya para la institución en cuestión, también se suelen utilizar otros formatos como una  manera de asegurar la conservación del documento el mayor tiempo posible. 
Distribución
Posteriormente, dependiendo de la institución que haya realizado la digitalización, se dará acceso libre a ella o no, algunos pondrán un costo mensual a su contenido; existe gran cantidad de portales web donde pueden consultarse de manera gratuita los trabajos de universidades o bibliotecas, entre otras.
Suele reconocerse el escaneo de libros antiguos como una alternativa altruista y con la mera intención de difundir la cultura, por lo cual se fomenta una libre consulta de documentos sobre todo para estudiantes universitarios y especialistas, sin embargo, este es  un proceso bastante costoso, por lo que algunas de las empresas, debido a presupuesto insuficiente tratan de mantener los proyectos mediante donaciones o pequeñas contribuciones mensuales o  anuales, pero esto depende directamente de cada institución.